# 芬洛
51°22′N 6°10′E / 51.367°N 6.167°E
芬洛（荷蘭語：Venlo）是荷蘭林堡省東南方边境地区的一个城市和市镇，与德國接壤。2019人口為101,578。

## 人口集中地
- Arcen
- Belfeld
- Blerick
- Boekend
- Hout-Blerick
- Lomm
- Steyl
- Tegelen
- Velden
- 't Ven
- Venlo

## 芬洛市

### 城市歷史
早在罗马时代芬洛已经成为马斯河上的重要贸易中心。

### 文化
2003年被評為“歐洲最綠化的城市”。

### 運動
VVV芬洛是具有百年歷史的足球隊伍。現時是荷蘭足球甲級聯賽的球隊。

## 外部連結
- 维基共享资源上的相關多媒體資源：芬洛
- 官方网站